# Ceruncina fortis
Ceruncina fortis är en fjärilsart som beskrevs av Eugen Wehrli 1941. Ceruncina fortis ingår i släktet Ceruncina och familjen mätare. Inga underarter finns listade i Catalogue of Life.